# Chevrolet SSR
Chevrolet SSR a fost un camionet produs de General Motors din 2003 până în 2006, aproximativ 10.000 de unități ale vehiculului au fost vândute în întreaga lume, dar nu este foarte rar. Vehiculul a fost conceput după modelul Chevrolet Advance Design. Vehiculul era destul de scump și poate fi motivul pentru care s-a vândut atât de scăzut. Vehiculul a fost în cele din urmă înlocuit de Chevrolet HHR. SSR și-a împărțit șasiul cu Chevrolet Trailblazer și, în ciuda faptului că are o caroserie ca un utilitar coupe, este considerat un camionet normal.
Vehiculul a fost lansat mai întâi în Europa, unde a vândut în jur de 500 de unități și câteva zile mai târziu în America de Nord. Succesorul vehiculului a fost Chevrolet HHR, dar acesta se baza pe un șasiu de mașină și nu pe unul de camion, a existat o încercare de a folosi vehiculul ca mașină de curse, dar planul a eșuat.
În 2006, au fost produse și vândute doar 1.000 de unități, iar vehiculul a fost întrerupt în cele din urmă, fiind în mare parte înlocuit de Chevrolet HHR.